# Cyprysik tępołuskowy

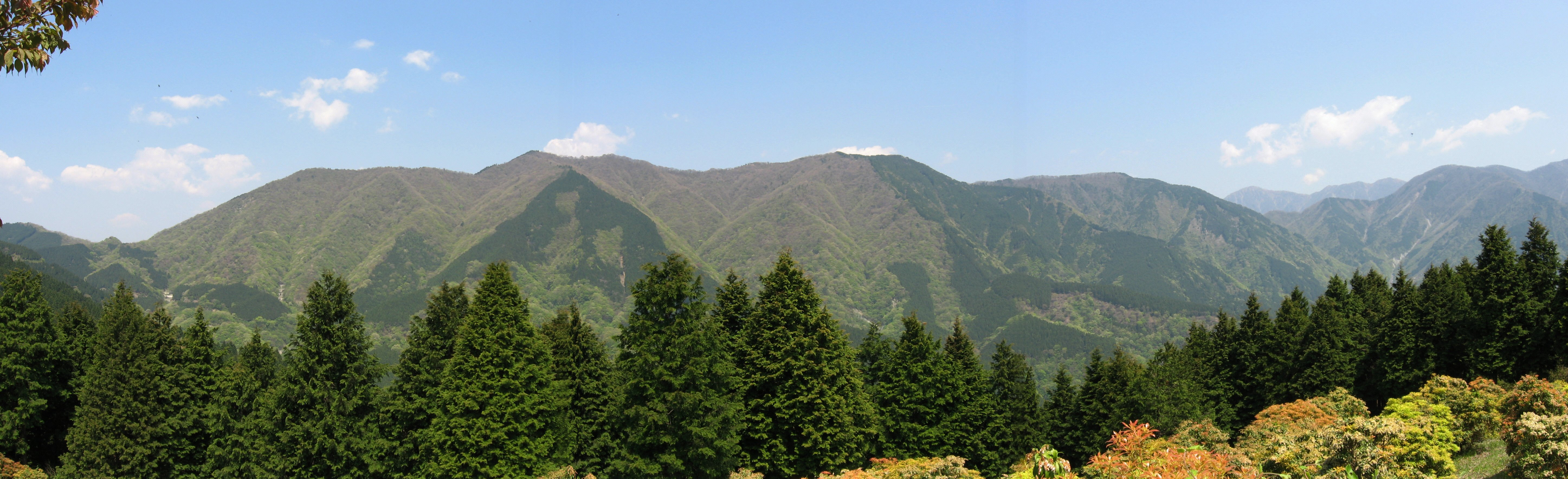
Cyprysik w swoim naturalnym środowisku (Japonia)

Cyprysik tępołuskowy, c. japoński (Chamaecyparis obtusa (Siebold & Zucc.) Endl.) – gatunek rośliny  należący do rodziny cyprysowatych. Pochodzi z Japonii, występuje na japońskich wyspach Honsiu, Kiusiu oraz na Tajwanie. Jest uprawiany w wielu krajach świata jako roślina ozdobna.
Z uwagi na wrażliwość na mróz przemarza i uprawiany może być w Polsce tylko w najkorzystniejszych warunkach i to w niskich, bądź karłowatych odmianach. Jest to najmniej mrozoodporny z uprawianych u nas cyprysików (Chamaecyparis). Pochodzi z Japonii z wysp Kiusiu i Sikoku oraz z Tajwanu. W Japonii jest uważane za święte drzewo. Na naturalnych stanowiskach gatunek ma status NT w Czerwonej Księdze Gatunków Zagrożonych. 

## Morfologia
Pokrój
Drzewo o zimozielonych liściach, osiągające w swojej ojczyźnie wysokość do 40 m; w Polsce osiąga 0,5–15 m wysokości; ma zróżnicowany pokrój, w zależności od odmiany; jego odmiany uprawne występują przeważnie w formie krzewiastej, mają pokrój kulisty; charakteryzuje się wolnym przyrostem.
- kora: cienka i gładka, u starszych drzew podłużnie bruzdowana oraz łuszcząca się w barwie czerwono-brązowawej do brunatnej
- pędy: gałązki płaskie, wachlarzykowate, pierzasto lub muszelkowato rozgałęzione, na spodniej stronie mają srebrzyste linie; wierzchołki pędów lekko zwisające
- liście: zimozielone; u młodych roślin (siewki) w formie igieł, natomiast u starszych łuskowate, nakrzyżległe mniej lub bardziej zaostrzone, przylegające bądź luźno osadzone na pędach z białymi, woskowatymi plamami czy też liniami od spodu; łuski liściowe z wierzchu z połyskiem, z woskowatymi liniami nalotu na spodniej stronie, układającymi się w literę Y lub wydłużone X. Barwa: ciemnozielone, jasnozielone, złociste, zielonoszare; łuski grube, tępo zakończone i silnie przylegające; na łuskach znajdują się wypukłe gruczołki; po roztarciu wydzielają intensywny zapach
- kwiaty: cyprysiki należą do jednopiennych, wiatropylnych drzew; kwiaty męskie żółte lub czerwone, ukazujące się na końcach bocznych rozgałęzień; kwiaty żeńskie kuliste i niepozorne; drobne, zebrane w niepozorne kwiatostany
- szyszki: kuliste do 1 cm średnicy, dojrzewające w pierwszym roku uprawy, dojrzałe szyszki mają średnicę około 1 cm, są kuliste, zielone, po dojrzeniu czerwonawobrązowe; opadają w okresie jesiennym po rozsypaniu się nasion
- nasiona: oskrzydlone
- korzenie: system korzeniowy sercowaty i płytki

## Biologia i ekologia
Naturalne siedliska gatunków zaliczanych do rodzaju Chamaecyparis występują w ciepłych i wilgotnych regionach Azji. Występują w lasach na próchniczych i żyznych glebach, najczęściej w pobliżu zbiorników wodnych.

## Zastosowanie
Uprawiany jest jako roślina ozdobna w parkach i ogrodach przydomowych. W ogrodach typu japońskiego jest jednym z podstawowych gatunków. Często jest uprawiany w pojemnikach, nadaje się też dość dobrze na bonsai. W ogrodach uprawiane są głównie odmiany niskie, osiągające wysokość do 2 m, istnieją też odmiany jeszcze bardziej karłowe. 
Roślina użytkowa – drewno tego drzewa jest lekkie i trwałe, stosowane do budowy świątyń azjatyckich i pałaców tamtej części świata.

## Uprawa
- wymagania: preferuje gleby żyzne, próchniczne, dostatecznie wilgotne, o lekko kwaśnym odczynie, miejsca ciepłe i osłonięte od wiatru – silne i zimne wiatry powodują obumieranie pędów; może rosnąć w półcieniu; jego wytrzymałość na mróz nie jest pełna (strefa mrozoodporności 6A, 6B, do –23 °C); nadaje się do uprawy w najcieplejszych regionach Polski; najlepsze warunki do uprawy tych roślin znajdują się w zachodniej Polsce; na zimę wymaga starannego okrycia; sadzonki bardzo trudno ukorzeniają się; może być rozmnażany przez szczepienie na siewkach cyprysika Lawsona (Chamaecyparis lawsoniana); w naszym klimacie najczęściej uprawiane są karłowate, wolno rosnące odmiany
- sposób uprawy: w ciągu roku nawozi się go 2–3 razy nawozami do roślin iglastych; wskazane jest podlewanie go podczas zimy w czasie odwilży; zalegający na gałęziach śnieg usuwa się, może bowiem spowodować trwałe ich odkształcenie; obumarłe pędy usuwa się

## Kultywary(odmiany ozdobne)
- 'Aurora' – odmiana o żółtawych łuskach, karłowa
- 'Contorta' – odmiana dorastająca do 3 m, o zielonych łuskach i krótkich, poskręcanych gałęziach
- 'Coralliformis' – odmiana wolno rosnąca, karłowa, pokrój stożkowy, ażurowy, pędy sztywne, skręcone i nitkowate, ciemnozielone, wysokość około 1 m
- 'Crippsii'  – odmiana o stożkowatym pokroju i średnio silnym wzroście. Zabarwienie igieł złocistożółte
- 'Drath' – krzew o wąskostożkowatym pokroju, bardzo grubych, widłakowato rozgałęzionych pędach i szarozielonych łuskach. Po 10 latach uprawy osiąga do 2 m wysokości
- 'Filicoides' – karłowaty krzew o wysokości po 10 latach uprawy do 1 m; ma nieregularny pokrój, pędy ciemnozielone
- 'Kerdalo' – odmiana karłowa o przewisających pędach
- 'Nana' – krzew bardzo powoli rosnący, 60–80 cm wysokości, w odmianach barwnych i pokrojowych, o ciemnozielonych igłach; pokrój drzewka najczęściej wąsko owalny lub kolumnowy
- 'Nana Aurea' – odmiana dorastająca do 1,5–2,5 wysokości o igłach złotożółtych; pokrój zaokrąglony lub szerokostożkowaty
- 'Nana Gracilis' – karłowaty krzew (po 10 latach uprawy osiąga 0,5 m wysokości); ma szerokostożkowy pokrój, rozgałęzienia muszlowato skręcone, pędy ciemnozielone, błyszczące; szczególnie nadaje się do uprawy w doniczkach; wzrost dość wolny; często spotykana odmiana o krótkich, poskręcanych pędach i zielonym ulistnieniu
- 'Nana Gracilis Aurea'
- 'Lucas' – wolno rosnąca karłowa odmiana cyprysika o nieregularnym pokroju, osiągająca po 10 latach ok. 1–1,5m wysokości; młode pędy zabarwiają się na czerwono kontrastując z żółto-białymi igłami osadzonymi na wachlarzykowatych gałązkach
- 'Lycopodioides' – stożkowato nieregularny krzew do 1.5 m; małe drzewko o oryginalnym kształcie i pogiętych pędach; pokrój może być nieregularny, kulisty lub stożkowaty; igły szarozielone; rośnie wolno osiągając po 10 latach wysokość 1m
- 'Lycopodioides Aurea' – odmiana podobna do poprzedniej ale zabarwienie młodych przyrostów jest jasnozłociste co wygląda bardzo efektownie na tle zielonego, starszego ulistnienia; wysokość około 1,5–1,8 m
- 'Pygmaea' – krzew do 2 m wysokości o kulistej koronie, dość mrozoodporny
- 'Spectabilis'
- 'Tetragona Aurea' – odmiana o pokroju szerokostożkowatym, z pędami skierowanymi ku górze

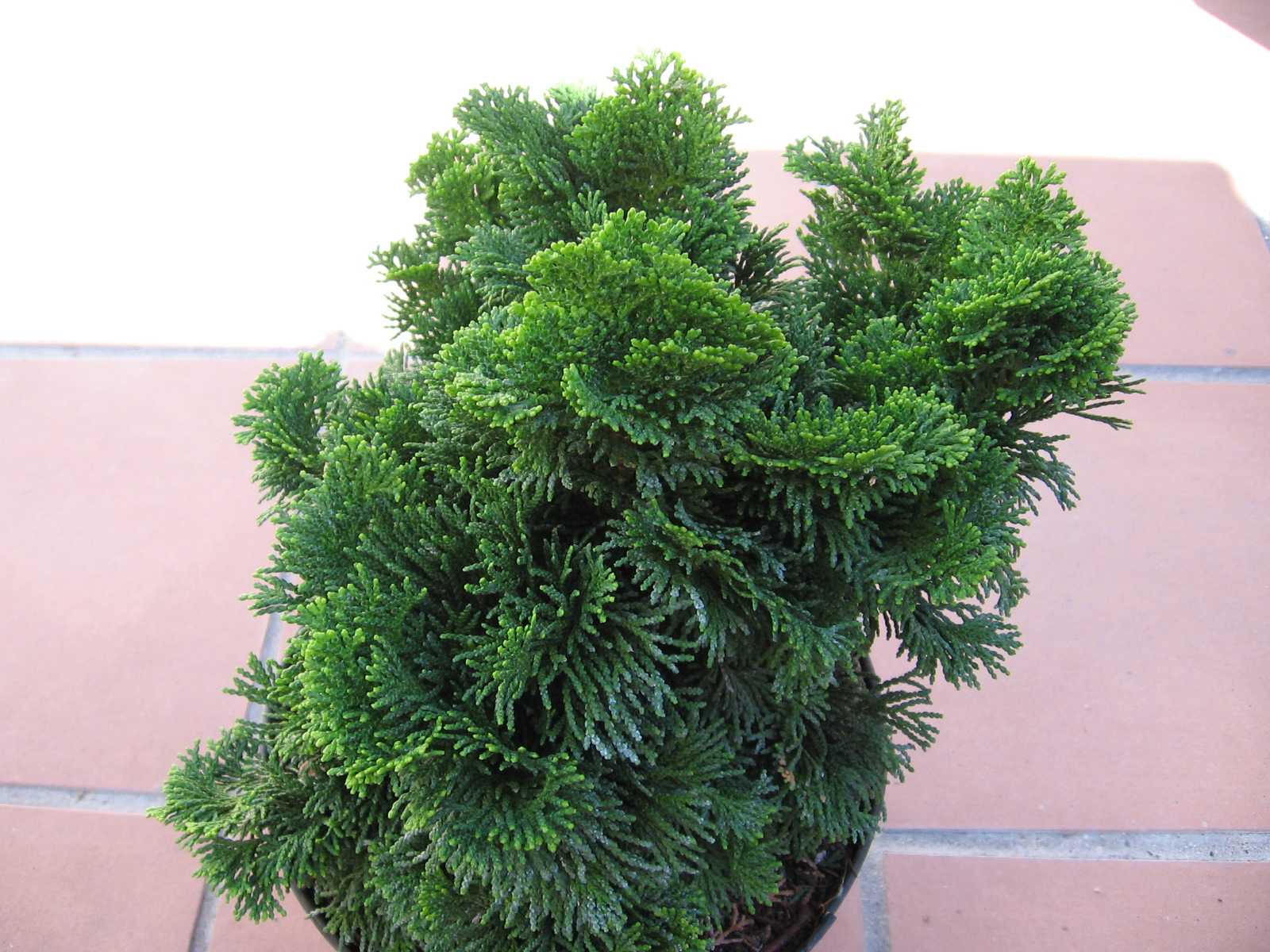
'Nana Gracilis'
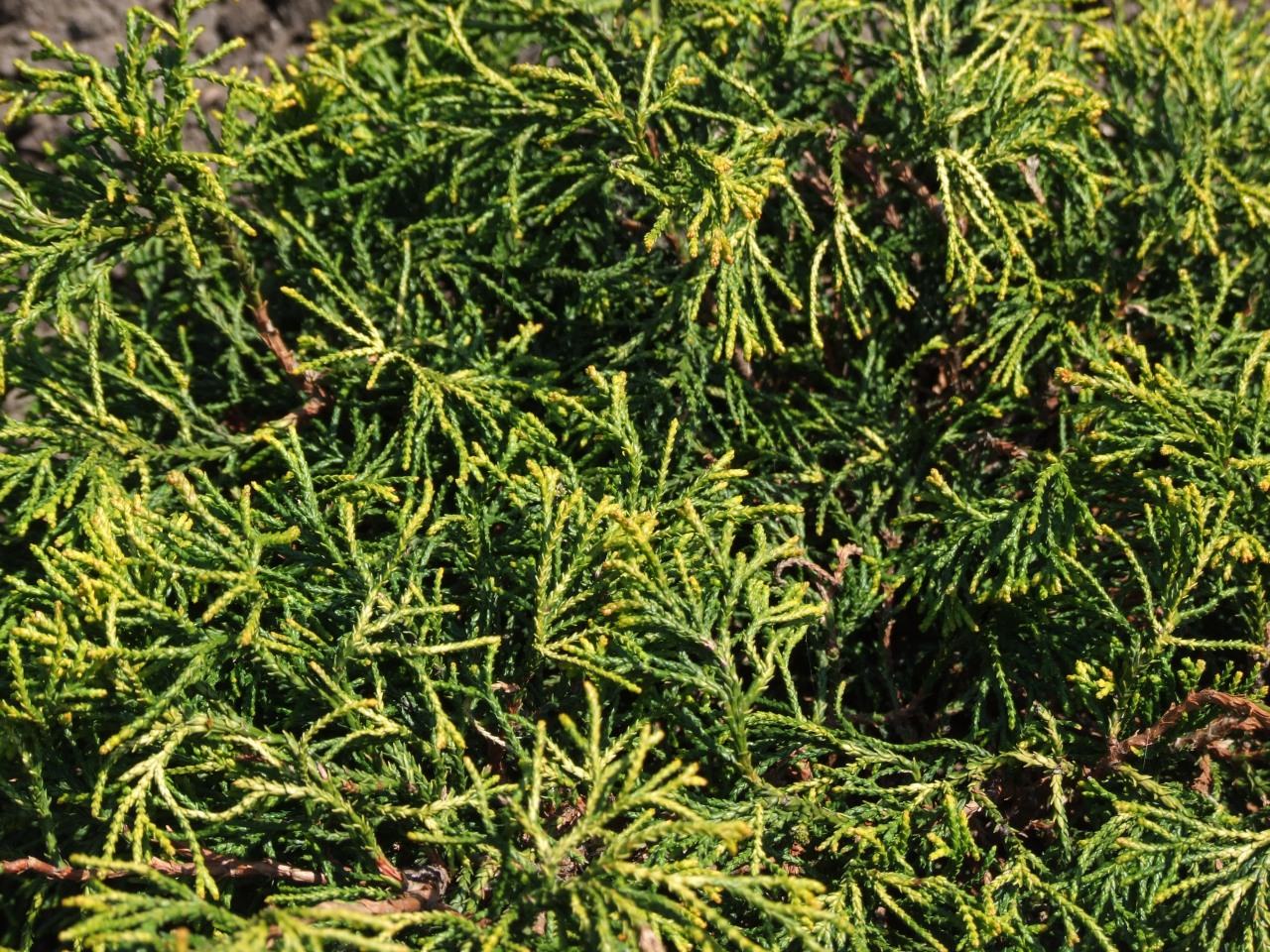
'Tsatsumi Gold'
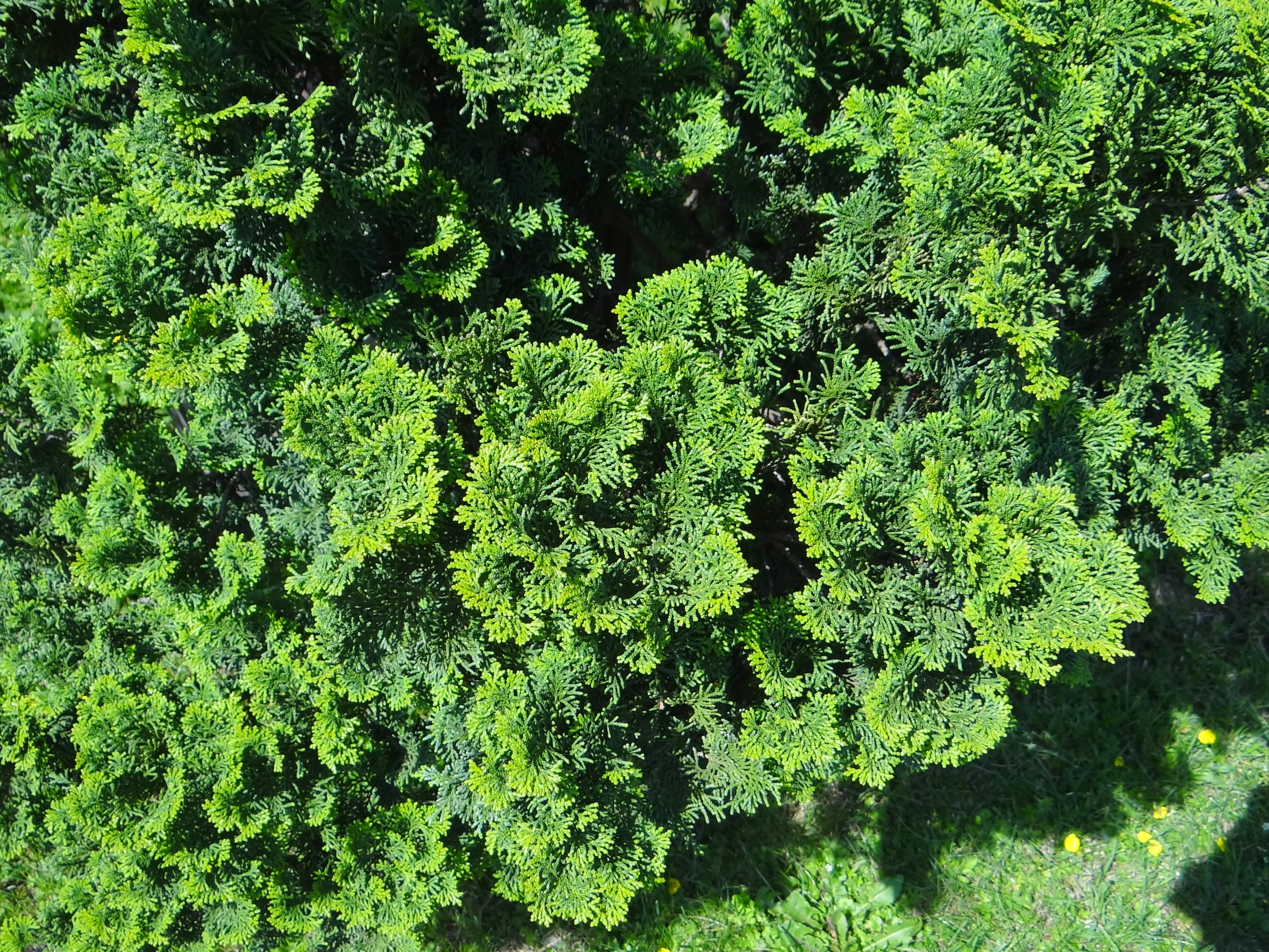
'Nana'
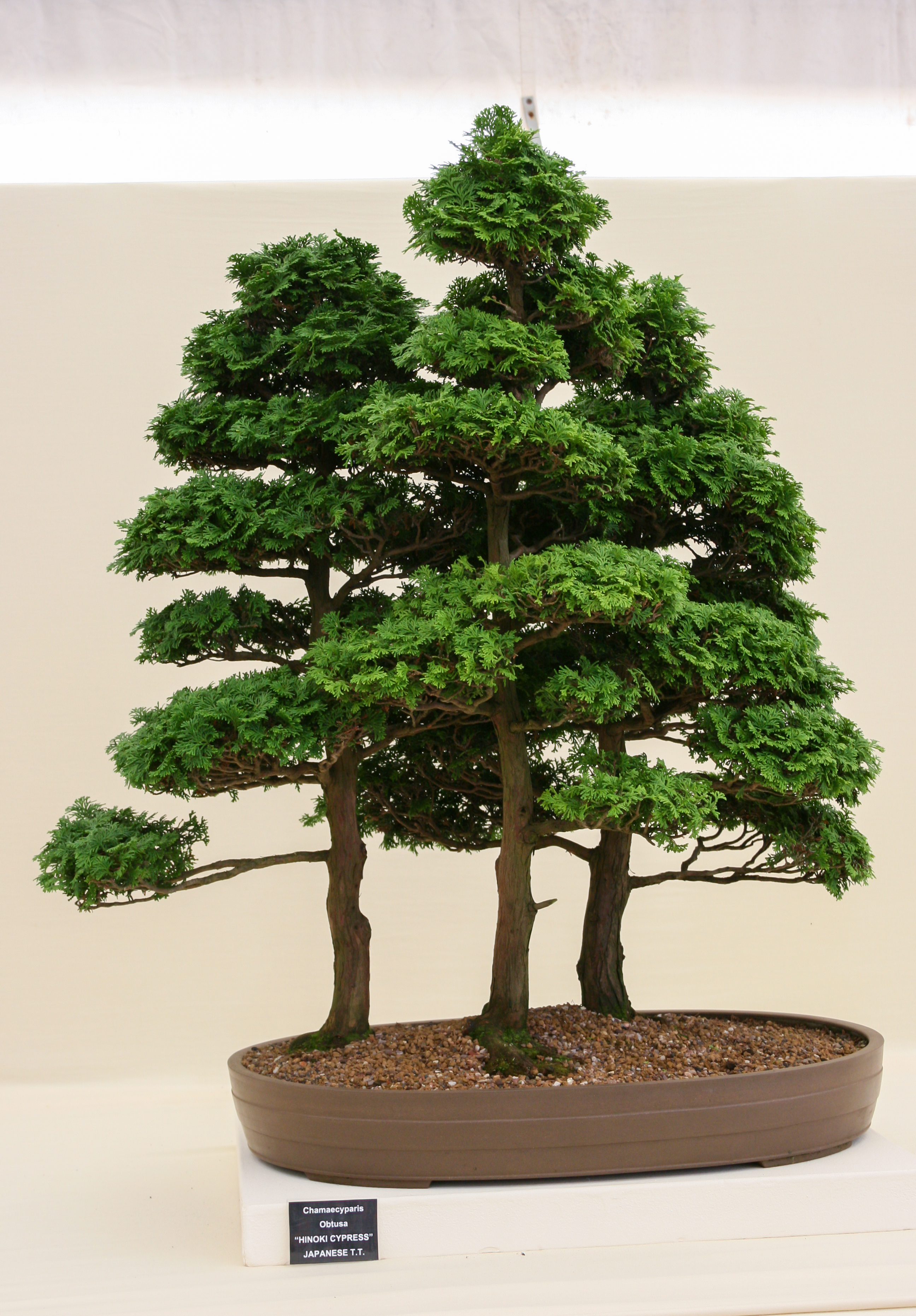
Bonsai